# Sin Kyong-suk
Sin Kyong-suk (* 12. Januar 1963 in Chŏngŭp in der Provinz Nord-Chŏlla) ist eine südkoreanische Schriftstellerin.

## Leben
Shin Kyong-suk (oder auch Shin Kyoung-sook) wuchs als vierte Tochter von sechs Geschwistern in Chŏngŭp, Provinz Nord-Chŏlla auf. Bis zum Abschluss der Mittelschule legte sie täglich 4 Kilometer Schulweg zu Fuß oder mit dem Fahrrad zurück. Die Eindrücke der Umgebung hatten eine nachhaltige Wirkung auf ihr späteres Schreiben. So ist Chŏngŭp nicht nur ihr Geburtsort, sondern auch ihre seelische Heimat, die den Nährboden für ihre literarische Welt bildet. Da sich die Familie ihre Schulbildung nicht leisten konnte, ging sie 1978 mit ihrem Cousin mütterlicherseits nach Seoul. Dort arbeitete sie in einer Elektronikfabrik in der Fabrikgegend Kuro. Im folgenden Jahr wurde sie als besonders begabte Schülerin ausgewählt, wodurch es ihr möglich war die Yŏngdŭngp'o-Mädchenschule zu besuchen. Tagsüber drehte sie Schrauben in Elektronikprodukte ein, abends schrieb sie das Buch Der Zwerg von Cho Se-hui in ihr Heft ab, statt dem langweiligen Unterricht zuzuhören. Während des Abschreibens wurde ihr klar, dass sie eine schriftstellerische Laufbahn einschlagen wollte. 1982 begann sie ihr Studium im Fach Kreatives Schreiben an der Kunstakademie in Seoul. Zwei Jahre später erhielt sie mit dem Roman Winterparabel den Preis für den besten Nachwuchsautor der Zeitschrift "Literatur und Kunst" (Munye chungang). Somit begann ihre schriftstellerische Karriere. Währenddessen arbeitete sie bei einem Verlag und beim Radio. Dank des Erfolgs ihres Erzählbandes Die Stelle, wo sich ein Harmonium befand war es ihr möglich als freie Schriftstellerin zu arbeiten. Bis jetzt erhielt sie für ihre fünf Erzählbände und vier Romane zahlreiche renommierte Literaturpreise, darunter den Hankook Ilbo Literaturpreis und den Preis für junge Künstler von heute. Diese Auszeichnungen spiegeln ihre Beliebtheit sowohl bei den Lesern als auch bei den Kritikern wider.
Shin Kyong-suk glaubt, dass sie nur in diesem Leben Romane schreiben wird. „Würde mir noch ein weiteres Leben gegeben, würde ich keine Schriftstellerin.“ lautet ihr paradox anmutendes Liebesgeständnis an die Literatur.
Am 16. Juni 2015 veröffentlichte der Autor Lee Eung-jun einen Artikel in der Huffington Post Korea, dass Sin für ihr Werk Legend eine Passage aus Yukio Mishimas Kurzgeschichte Yūkoku (1961) plagiiert haben soll. Sin entschuldigte sich und ihr Verleger stellte den Verkauf der Kurzgeschichtensammlung ein.

## Arbeiten

### Erzählbände
- 겨울우화 (Winterparabel) Seoul: Koryowon, 1990
- 풍금이 있던 자리 (Die Stelle, wo sich ein Harmonium befand) Seoul: Munhak-kwa chisŏngsa, 1993
- 오래 전 집을 떠날 때 (Als ich lange vorher mein Haus verließ) Seoul: Ch'angbi, 1996
- 강물이 될 때까지 (Bis daraus ein Fluss wird) Seoul: Munhakdongne, 1998
- 딸기밭 (Erdbeerfeld) Seoul: Munhak-kwa chisŏngsa, 2000
- 종소리 (Glockenläuten) Seoul: Munhakdongne, 2003

### Aufsatzsammlungen
- 자거라, 네 슬픔아 (Sleep, Sorrow), 2003
- 아름다운 그늘 (Beautiful Shade), 1995

### Romane
- 깊은 슬픔 (Tiefer Schmerz) Seoul: Munhakdongne, 1994
- 외딴방 (Das Zimmer im Abseits) Seoul: Munhakdongne, 1995
- 기차는 7시에 떠나네 (Der Zug fährt um 7 Uhr) Seoul: Munhak-kwa chisŏngsa, 1999
- 바이올렛 (Violett) Seoul: Munhakdongne, 2001
- 리진 (Lee Jin) Munhakdongne, 2007
- 엄마를 부탁해 ('deut. Titel Als Mutter verschwand) Ch'angbi, 2009

### Übersetzungen

#### Deutsch
- Das Mädchen Wonhi in: Am Ende der Zeit, Bielefeld: Pendragon Verlag (1999) ISBN 3929096846
- Das Zimmer im Abseits Bielefeld: Pendragon (2001) ISBN 978-3934872028
- Versammelte Lichter in: Versammelte Lichter, Bielefeld: Pendragon (2002) ISBN 978-3-93487-234-9
- Die Stelle, wo sich ein Harmonium befand (Erzählung) (unveröffentlicht)
- Als Mutter verschwand Piper (2012) ISBN 978-3492055109

#### Englisch
- The Train Leaves at Seven (unveröffentlicht)
- Please look after Mom 2008 Knopf 2011 ISBN 978-0307593917
- I’ll Be Right There Weidenfeld & Nicolson 2010

## Auszeichnungen
- 1993: Preis für junge Künstler von heute
- 1993: Hankook-Ilbo-Literaturpreis
- 1993: Preis für zeitgenössische Literatur
- 1993: Literaturpreis des 21. Jahrhunderts
- 1996: Manhae-Literaturpreis
- 1997: Tongin-Literaturpreis
- 2001: Yi-Sang-Literaturpreis
- 2006: O-Yŏng-su-Literaturpreis
- 2011: Koreanischer Kultur- und Kunstpreis
- 2012: Förderpreis des Seouler Klubs der Auslandskorrespondenten in der Kategorie Literatur
- 2012: Man-Asia-Literaturpreis
- 2012: Mark-of-Respect-Preis
- 2013: Ho-Am-Preis für Künstler